# Campionati del mondo di atletica leggera 2015 - Salto in lungo femminile
La gara del salto in lungo femminile dei Campionati del mondo di atletica leggera 2015 si è svolta tra il 27 e il 29 agosto.

## Podio
| Pos.    | Atleta            | Nazionalità | Misura |
| ------- | ----------------- | ----------- | ------ |
| Oro     | Tianna Bartoletta | Stati Uniti | 7.14   |
| Argento | Shara Proctor     | Regno Unito | 7.07   |
| Bronzo  | Ivana Španović    | Serbia      | 7.01   |

## Situazione pre-gara

### Record
Prima di questa competizione, il record del mondo e il record dei campionati erano i seguenti.
| Record                | Prestazione | Atleta                              | Data                                        | Competizione              |
| --------------------- | ----------- | ----------------------------------- | ------------------------------------------- | ------------------------- |
| Record mondiale       | 7,52 m      | Galina Chistyakova Unione Sovietica | 11 giugno 1988 Leningrado, Unione Sovietica |                           |
| Record dei campionati | 7,36 m      | Jackie Joyner-Kersee Stati Uniti    | 4 settembre 1987 Roma, Italia               | Campionati del mondo 1987 |

### Campionesse in carica
Le campionesse in carica, a livello mondiale e olimpico, erano:
| Campionessa | Atleta                     | Prestazione | Data                              | Competizione               |
| ----------- | -------------------------- | ----------- | --------------------------------- | -------------------------- |
| Olimpico    | Brittney Reese Stati Uniti | 7,12 m      | 8 agosto 2012 Londra, Regno Unito | Giochi della XXX Olimpiade |
| Mondiale    | Brittney Reese Stati Uniti | 7,01 m      | 11 agosto 2013 Mosca, Russia      | Mondiali 2013              |

### La stagione
Prima di questa gara, le atlete con le migliori tre prestazioni dell'anno erano:
| Pos. | Atleta                        | Prestazione | Data                               |
| ---- | ----------------------------- | ----------- | ---------------------------------- |
| 1    | Tianna Bartoletta Stati Uniti | 7,12 m      | 27 giugno 2015 Eugene, Stati Uniti |
| 2    | Christabel Nettey Canada      | 6,99 m      | 29 maggio 2015 Eugene, Stati Uniti |
| 3    | Shara Proctor Regno Unito     | 6,98 m      | 25 luglio 2015 Londra, Regno Unito |

## Risultati

### Qualificazioni
6.78 m (Q) e le 12 miglior misure (q) si qualificano per la finale.
| Pos | Gruppo | Atleta                      | Nazionalità               | 1ª prova | 2ª prova | 3ª prova | Risultato | Note |
| --- | ------ | --------------------------- | ------------------------- | -------- | -------- | -------- | --------- | ---- |
| 1   | A      | Ivana Španović              | Serbia                    | 6.91     |          |          | 6.91      | Q,   |
| 2   | B      | Lorraine Ugen               | Regno Unito               | 6.29     | 6.61     | 6.87     | 6.87      | Q    |
| 3   | B      | Malaika Mihambo             | Germania                  | 6.84     |          |          | 6.84      | Q,   |
| 4   | B      | Christabel Nettey           | Canada                    | 6.68     | 6.52     | 6.79     | 6.79      | Q    |
| 5   | A      | Katarina Johnson-Thompson   | Regno Unito               | 6.54     | 6.79     |          | 6.79      | Q    |
| 6   | B      | Anastasija Mirončyk-Ivanova | Bielorussia               | 6.71     | 6.76     |          | 6.76      | Q    |
| 7   | A      | Tianna Bartoletta           | Stati Uniti               | 6.71     | 6.66     | 6.71     | 6.71      | q    |
| 8   | B      | Khaddi Sagnia               | Svezia                    | 6.53     | 6.54     | 6.71     | 6.71      | q    |
| 9   | A      | Dar'ja Klišina              | Russia                    | 6.71     | x        | x        | 6.71      | q    |
| 10  | A      | Erica Jarder                | Svezia                    | 6.70     | x        | 6.53     | 6.70      | q,   |
| 11  | B      | Shara Proctor               | Regno Unito               | 6.67     | 6.68     | 6.57     | 6.68      | q    |
| 12  | B      | Janay DeLoach Soukup        | Stati Uniti               | 6.27     | 6.65     | 6.68     | 6.68      | q    |
| 13  | A      | Vol'ha Sudarava             | Bielorussia               | x        | 6.65     | 6.48     | 6.65      |      |
| 14  | A      | Brooke Stratton             | Australia                 | 6.57     | 6.55     | 6.64     | 6.64      |      |
| 15  | B      | Alina Rotaru                | Romania                   | 6.45     | 6.58     | 6.43     | 6.58      |      |
| 16  | B      | Julija Pidlužnaja           | Russia                    | 6.51     | x        | 6.57     | 6.57      |      |
| 17  | A      | Jana Velďáková              | Slovacchia                | 6.40     | x        | 6.56     | 6.56      |      |
| 18  | A      | Kristina Hryšutyna          | Ucraina                   | 6.53     | 6.28     | x        | 6.53      |      |
| 19  | A      | Jasmine Todd                | Stati Uniti               | x        | 6.26     | 6.52     | 6.52      |      |
| 20  | A      | Aiga Grabuste               | Lettonia                  | x        | 6.48     | x        | 6.48      |      |
| 21  | B      | Chantel Malone              | Isole Vergini Britanniche | 6.22     | 6.46     | 6.10     | 6.46      |      |
| 22  | B      | Lena Malkus                 | Germania                  | x        | 6.46     | 3.99     | 6.46      |      |
| 23  | A      | Elena Sokolova              | Russia                    | 6.31     | x        | 6.44     | 6.44      |      |
| 24  | B      | Brittney Reese              | Stati Uniti               | 6.39     | 6.23     | 6.17     | 6.39      |      |
| 25  | B      | Bianca Stuart               | Bahamas                   | 6.34     | 6.31     | x        | 6.34      |      |
| 26  | B      | Keila Costa                 | Brasile                   | 6.32     | x        | x        | 6.32      |      |
| 27  | A      | Sosthene Moguenara          | Germania                  | x        | x        | 6.23     | 6.23      |      |
| 28  | B      | Tânia da Silva              | Brasile                   | 6.16     | 6.18     | 6.08     | 6.18      |      |
| 29  | A      | Paola Mautino               | Perù                      | 6.15     | 6.03     | 5.80     | 6.15      |      |
| 30  | B      | Lu Minjia                   | Cina                      | 6.01     | x        | 6.01     | 6.01      |      |
| 31  | B      | Clàudia Guri                | Andorra                   | 5.46     | 5.59     | 5.33     | 5.59      |      |
|     | A      | Eliane Martins              | Brasile                   | x        | x        | x        | nm        |      |
|     | A      | Florentina Marincu          | Romania                   | x        | x        | x        | nm        |      |
|     | A      | María del Mar Jover         | Spagna                    | x        | x        | x        | nm        |      |

### Finale
| Pos | Atleta                      | Nazionalità | 1ª prova | 2ª prova | 3ª prova | 4ª prova | 5ª prova | 6ª prova | Risultato | Note                                    |
| --- | --------------------------- | ----------- | -------- | -------- | -------- | -------- | -------- | -------- | --------- | --------------------------------------- |
|     | Tianna Bartoletta           | Stati Uniti | x        | 6.95     | 6.87     | 6.62     | 6.94     | 7.14     | 7.14      | Miglior prestazione mondiale stagionale |
|     | Shara Proctor               | Regno Unito | x        | 6.87     | 7.07     | 7.01     | x        | x        | 7.07      | Record nazionale                        |
|     | Ivana Španović              | Serbia      | 7.01     | x        | x        | 6.86     | 6.98     | 7.01     | 7.01      | Record nazionale                        |
| 4   | Christabel Nettey           | Canada      | 6.95     | 6.85     | x        | 6.69     | 6.84     | x        | 6.95      |                                         |
| 5   | Lorraine Ugen               | Regno Unito | x        | 6.85     | 6.73     | x        | x        | x        | 6.85      |                                         |
| 6   | Malaika Mihambo             | Germania    | x        | 6.79     | x        | x        | 6.60     | –        | 6.79      |                                         |
| 7   | Khaddi Sagnia               | Svezia      | x        | 6.67     | 6.56     | 6.40     | 6.78     | 5.05     | 6.78      | Miglior prestazione personale           |
| 8   | Janay DeLoach Soukup        | Stati Uniti | 6.67     | x        | 6.64     | 6.53     | x        | x        | 6.67      |                                         |
| 9   | Anastasija Mirončyk-Ivanova | Bielorussia | 6.66     | x        | 6.53     |          |          |          | 6.66      |                                         |
| 10  | Dar'ja Klišina              | Russia      | 6.60     | 6.65     | 6.50     |          |          |          | 6.65      |                                         |
| 11  | Katarina Johnson-Thompson   | Regno Unito | 6.63     | x        | 6.63     |          |          |          | 6.63      |                                         |
| 12  | Erica Jarder                | Svezia      | x        | x        | 6.48     |          |          |          | 6.48      |                                         |